# Cinclodes palliatus
Cinclodes palliatus е вид птица от семейство Furnariidae. Видът е критично застрашен от изчезване.

## Разпространение
Видът е разпространен в Перу.